# Leonardo Luppino
Leonardo Sebastián Luppino (Ciudad de Buenos Aires, Argentina. 18 de enero de 1975) es un ex-futbolista argentino. Juega como mediocampista y su último club fue Sportivo Escobar en donde actualmente se desempeña como director técnico de las Inferiores y Reserva.

## Trayectoria
Carlos Salvador Bilardo fue el técnico que lo hizo debutar en la Primera de Boca Juniors en 1996 y también el que lo llevó a Estudiantes de La Plata en el 2003, varios años después.
En el medio, este volante pasó por muchos lugares. Jugó en Almagro (1996/97), Douglas Haig (1997), Deportivo Quito (1998) y Audaz Octubrino de Ecuador (1998), Tigre (1999/2000), Villa Mitre (2000), Wilstermann (2002) y Aurora (2003) de Bolivia.
Con ese antecedente de trotamundos, fue poco seria su llegada al Pincha, pero a Bilardo no le importó y el jugador, lógicamente, desentonó. Con 10 partidos y sólo 2 como titular, terminó yéndose.
Siguió dando vuelta por el mundo, con estadías por Blooming, el fútbol chino y Emelec, pero el centrocampista decidió volver al país, y emular ese camino, pero en equipos del ascenso. Desfiló de esa manera por Huracán de Tres Arroyos en la temporada 2005/06, Sarmiento de Junín en 2006/07, Los Andes en la 2007/08, Nueva Chicago en la 2008/09, Defensores de Belgrano en el 2009, Villa Mitre en el 2010, Ferrocarril Midland en la 2010/2011, Sportivo Del Bono en el 2011, Defensores Unidos en la temporada 2012/2013 y Belgrano de Zárate en el segundo semestre del 2013.
Disputó la Liga Escobarense de Fútbol con Sportivo Escobar con el objetivo de ascender al Torneo Federal C. Compartió equipo con otro experimentado jugador, Sebastián Cobelli.
Actualmente tomó el cargo de director técnico de las inferiores del Albiceleste de Escobar.

## Clubes
| Club                   | País      | Año       |
| ---------------------- | --------- | --------- |
| Boca Juniors           | Argentina | 1995-1996 |
| Almagro                | Argentina | 1996-1997 |
| Douglas Haig           | Argentina | 1997      |
| Huachipato             | Chile     | 1998      |
| Deportivo Quito        | Ecuador   | 1998      |
| Audaz Octubrino        | Ecuador   | 1999      |
| Tigre                  | Argentina | 1999-2000 |
| Villa Mitre            | Argentina | 2000-2001 |
| Wilstermann            | Bolivia   | 2001-2002 |
| Aurora                 | Bolivia   | 2002-2003 |
| Estudiantes            | Argentina | 2003      |
| Blooming               | Bolivia   | 2004      |
| Emelec                 | Ecuador   | 2005      |
| Huracán (Tres Arroyos) | Argentina | 2005-2006 |
| Sarmiento (Junín)      | Argentina | 2006-2007 |
| Los Andes              | Argentina | 2007-2008 |
| Nueva Chicago          | Argentina | 2008-2009 |
| Defensores de Belgrano | Argentina | 2009-2010 |
| Villa Mitre            | Argentina | 2010      |
| Ferrocarril Midland    | Argentina | 2010-2011 |
| Sportivo Del Bono      | Argentina | 2011      |
| Defensores Unidos      | Argentina | 2012-2013 |
| Belgrano de Zárate     | Argentina | 2013-2015 |
| Sportivo Escobar       | Argentina | 2015      |